# Théorie hédonique des salaires

La théorie hédonique des salaires est un des modèles développés en économie du travail pour rendre compte des différences de salaire entre individus.
La théorie hédonique des salaires a pour objectif d'expliquer théoriquement les différences de salaire entre individus reposant sur les différences de pénibilité des tâches qu'ils accomplissent au travail.

## Origine
Les prémisses de la théorie hédonique des salaires peuvent déjà être trouvées dans l'œuvre d'Adam Smith. Cependant, c'est à Rosen que l'on doit l'élaboration d'un modèle théorique cohérent en 1974.

## Contenu de la théorie
Le modèle simple établi par Rosen rend compte de l'hétérogénéité des salaires entre individus en tant que mécanisme de compensation de la différence de pénibilité de chaque type de travail. La théorie de Rosen montre qu'un marché concurrentiel aboutira à compenser les travailleurs qui effectuent un travail plus pénible par un salaire plus élevé. La théorie de Rosen montre également qu'un marché de concurrence pure et parfaite permet à chaque individu de choisir le niveau de pénibilité de son travail en fonction de ses préférences. Enfin, dans un marché en concurrence pure et parfaite avec des tâches de pénibilités différentes, l'allocation des emplois entre les différents travailleurs est efficace au sens de Pareto.

## Limites de la théorie
Il faut souligner que les conclusions de la théorie hédonique des salaires ne sont applicables qu'en cas de marché correspondant aux hypothèses classiques de la concurrence pure et parfaite : atomocité des vendeurs (employés) et des acheteurs (employeurs), information parfaite et libre entrée des vendeurs et des acheteurs.
Ces hypothèses sont fortement restrictives et les conclusions de Rosen ne sont plus nécessairement valables dès que ces 3 conditions ne sont plus remplies.
Ainsi, dans le cas extrême du monopsone (un seul employeur), on peut montrer que les différences de salaire ne reflètent plus les différences de productivité des travailleurs ou de pénibilité des tâches.